# Prava tintovka
Prava tintovka (znanstveno ime Coprinopsis atramentaria) je gliva iz rodu tintovk (Coprinopsis). Nekoč je bila uvrščena v rod tintnic (Coprinus) in se je imenovala prava tintnica (Coprinus atramentarius).

## Značilnosti
Prava tintovka ima sprva jajčast, nato zvonasto razprt, gladek, bledo siv klobuk s premerom od 3 do 4 cm. Običajno je klobuk nekoliko radialno zguban. Teme klobuka je temnejše od preostanka in je večkrat rahlo luskato.
Lističi so sprva beli in izredno gosti, široki, prosti pri betu. Z dozorevanjem trosov postajajo lističi črnikasti in se spremenijo v črno, črnilu podobno tekočino, ki kaplja od roba klobuka.
Bet je bele barve, valjast in votel, proti vrhu polagoma zožen. V višino meri od 8 do 10 cm in ima premer od 0,5 do 1 cm. Proti dnišču je običajno nekoliko rjavkasto luskat.

## Razširjenost in življenjski prostor
Prava tintovka je splošno razširjena po severni polobli, našli pa so jo tudi v Avstraliji,

## Mikroskopske značilnosti
Trosni odtis je bele barve. Trosi so solzaste oblike, gladki,neamiloidni in merijo 5,5–7 x 3–4,5 μm.

## Podobne vrste
- velika tintnica (Coprinus comatus) ima bel in luskast klobuk
- rjavoluska tintovka (Coprinopsis romagnesiana) ima po klobuku rjavkaste luskice
- sljudnati tintovec (Coprinellus micaceus) ima klobuk posut z bleščečimi luskicami

## Uporabnost
Pogojno užitna. Nabirajo se samo gobe z belimi lističi.
Pražena ali v juhi je zelo okusna goba, vendar se ob kombinaciji z alkoholom pojavi koprinski sindrom, zastrupitev krvi. Simptomi sindroma so pordelost obraza, slabost, bruhanje, pospešeno bitje srca in mravljinčenje v okončinah. Simptomi se običajno pojavijo po petih do desetih minutah od zaužitja alkohola.